# Sylvia Puentes de Oyenard
Sylvia Marlene Puentes de Oyenard (Tacuarembó, 9 de julio de 1943) es una escritora, docente y médica uruguaya, que se dedicó fundamentalmente a la literatura para niños.

## Biografía
Nació en el departamento de Tacuarembó, siendo hija de Tynda Palermo y Washington Puentes Chiesa.  Obtuvo el título de médica en la Universidad de la República, si bien su actividad como poeta y escritora ha sido la que hizo conocido su nombre entre más de sesenta clásicos de literatura infantil.
Asimismo, desempeñó una labor periodística en diversas publicaciones latinoamericanas, aunque el trabajo de mayor permanencia fue el desarrollado en la "Tribuna de la mujer" del diario El País, desde 1980.
Sus libros, fueron aprobados para la utilización en los programas curriculares del Consejo de Educación Inicial y Primaria.
Desde 1991 oficia como docente y coordinadora en los seminarios de literatura infantil de los Institutos Normales de Montevideo.

## Homenajes y premios
Fue nombrada «Sylvia de Uruguay» por la Fundación Givré, la cual integró Jorge Luis Borges, Germán Arciniegas, Alberto Ginastera, Luis Leloir, Gregorio Marañón.
Asimismo, fue postulada en 1991 para representar al país por el "Globo de Oro" en la "World Children´s Day Foundation". Esta nominación la realizó la Misión Permanente de Uruguay ante Naciones Unidas a través del Ministerio de Educación y Cultura y el Ministerio de Relaciones Exteriores.
Recibió en 1976 el Premio Alfonsina Storni a la Poesía Femenina, el cual es otorgado cada diez años por la Legislatura de la Ciudad de Buenos Aires.
En 1992, fue elegida por el Ministerio de Educación y cultura para oficiar como única oradora en el acto de traslado de los restos de Delmira Agustini al Panteón Nacional.
Participa en jornadas culturales, brindando conferencias con motivo del Día del Libro donde suele leer algunos de sus cuentos y narrar historias a los presentes.

## Algunas de sus obras
- Europa a contraluz- Montevideo, Tribuna Interbalnearia, 1978.
- Rosa exigida- Montevideo, Edicur, 1977.
- De chistera y con bastón- Montevideo, Edicur, 1977.
- Molino de sueños- Prólogo de Juana de Ibarbourou. Venezuela, El centinela,1976. Argentina, Revista Amanecer, 1977.
- Uruguay territorio de nácar- Montevideo, Edición especial del Banco Pan de Azúcar, 1978.
- Trampolín- Editorial Montevideo, 1978.
- La rosa blanca- Buenos Aires, Plaqueta, 1979.
- Tacuarembó: historia de su gente - Montevideo, 1981.